# Polo aquático do Fluminense
El Pólo aquático do Fluminense es un club brasileño de waterpolo en la ciudad de Río de Janeiro.

## Palmarés
- 8 veces campeón de la Liga de Brasil de waterpolo masculino (1970, 1997-1999, 2001, 2002, 2004, 2006)
- 12 veces campeón de la Copa de Brasil de waterpolo masculino (1997-1999, 2001, 2002, 2004, 2006-2011)